# Maja Grønbæk
Maja Grønbæk (ur. 30 stycznia 1971), była duńska piłkarka ręczna, wielokrotna reprezentantka kraju.
Jej największym osiągnięciem było mistrzostwo olimpijskie w 2000 r. w Sydney.